# Vida Ince
Vida Ince (Tarány, 1799. június 28. – Nyitra, 1876. december 18.) piarista házfőnök és tanár.

## Élete
1819. október 6-án lépett a rendbe Kecskeméten, ahol a noviciátus után két évig próbaéves tanár volt. Vácon két évig a bölcseleti osztályokat végezte, a hittudományiakat pedig Nyitrán és Szentgyörgyön. 1824. április 19-én szentelték pappá Vácon. Három évig Szegeden az elemi iskolában tanított; 1830-37-ben gimnáziumi tanár volt Nagykárolyban, Kecskeméten, Tatán, Sátoraljaújhelyben; 1838-ban hitszónok- és plébánossegéd Nagykárolyban; 1849-ben házfőnök ugyanitt, majd Kalocsán 1860-ig; ekkor ismét tanár Tatán két évig és Veszprémben házfőnök. Nyugalomban élt Tatán, Kecskeméten, Nagykanizsán, végül Nyitrán.

## Munkája
- Értekezések a vegyes házasságokról. Pest, 1841